# Yuriko Londoño
Yuriko Yoshimura Londoño es una actriz y modelo colombiana de ascendencia japonesa reconocida por su participación en series de televisión como Sala de urgencias, 2091 y Chichipatos.

## Biografía

### Inicios yColombia's Next Top Model
Londoño nació en la ciudad de Bucaramanga, capital del departamento de Santander, hija de padre japonés y madre colombiana. Vivió en Bucaramanga hasta los 14 años y se mudó a la ciudad de Cali, donde empezó a incursionar en el mundo del modelaje, inscribiéndose en la agencia El Molino. En 2014 decidió inscribirse en el programa de telerrealidad Colombia's Next Top Model, en el que se coronó como campeona en su segunda edición. Como modelo ha realizado campañas publicitarias para diversas marcas y ha desfilado en las pasarelas de importantes eventos como el Cali Exposhow, donde representó a las marcas Cavalli y Moschino. También en 2014 fue nombrada una de las cuatro Chicas Águila, que se encargarían de representar a nivel nacional a esta marca de cervezas.

### Reconocimiento
El haber ganado el concurso le abrió las puertas en la televisión colombiana, participando inicialmente en el seriado Sala de urgencias en 2015. Un año después fue escogida para representar el papel de Lynn en la serie de televisión de corte futurista 2091, apareciendo en ocho episodios. En 2020 interpretó el papel de la agente Smith en la serie de televisión de Netflix Chichipatos, creada por Dago García y protagonizada por Antonio Sanint, María Cecilia Sánchez y Mariana Gómez. Tras su participación en la serie, decidió radicarse en Ciudad de México para continuar allí su carrera.

## Filmografía

### Televisión
| Año  | Título            | Personaje        | Canal              |
| ---- | ----------------- | ---------------- | ------------------ |
| 2023 | Mala fortuna      | Novia de Rafaela | Amazon Prime Video |
| 2020 | Chichipatos       | Agente Smith     | Netflix            |
| 2016 | 2091              | Lynn             | Fox Channel        |
| 2015 | Sala de urgencias | Recepcionista    | RCN Televisión     |

### Cine
| Año  | Título             | Papel    | Notas         |
| ---- | ------------------ | -------- | ------------- |
| 2024 | El elixir del amor | Patricia | En producción |

### Telerrealidad
| Año  | Título                    | Personaje    | Canal              |
| ---- | ------------------------- | ------------ | ------------------ |
| 2014 | Colombia's Next Top Model | Participante | Caracol Televisión |